# Sandefjord Fotball 2020
Questa voce raccoglie le informazioni riguardanti il Sandefjord Fotball nelle competizioni ufficiali della stagione 2020.

## Stagione
A causa della pandemia di COVID-19, il 12 marzo 2020 è stato reso noto che la Norges Fotballforbund aveva inizialmente rinviato l'inizio dell'attività calcistica al 15 aprile. A seguito della decisione del ministero della cultura di vietare la ripresa delle attività fino al 15 giugno, i calendari del campionato sono stati ancora rimodulati. Il 7 maggio, il ministro della cultura Abid Raja ha confermato che l'Eliteserien sarebbe ricominciata il 16 giugno. Il 12 giugno, Raja ha reso noto che sarebbe stata permessa una capienza massima di 200 spettatori. Dal 30 settembre, la capienza è stata aumentata a 600 spettatori.
Il 10 settembre 2020, la Norges Fotballforbund – dopo diversi rinvii – ha dovuto annullare l'edizione stagionale del Norgesmesterskapet, a causa dell'impossibilità di disputare tutte le partite previste a causa della condensazione del calendario del campionato. Anche il calciomercato è stato organizzato quindi diversamente, con una sessione estiva e una autunnale.
Il Sandefjord ha chiuso la stagione all'11º posto finale. Sivert Gussiås e Jacob Storevik sono stati i giocatori più utilizzati in stagione, a quota 30 presenze. Gussiås e Rufo sono stati invece i migliori marcatori, a quota 7 reti.

## Maglie e sponsor
Lo sponsor tecnico per la stagione 2020 è stato Macron, mentre lo sponsor ufficiale è stato Jotun. La divisa casalinga era composta da un completo blu, con rifiniture bianche. Quella da trasferta era invece totalmente rossa, con inserti bianchi.
| Casa | Trasferta |

## Rosa
| N. |                     | Ruolo | Calciatore                |
| -- | ------------------- | ----- | ------------------------- |
| 1  | Norvegia (bandiera) | P     | Jacob Storevik            |
| 2  | Norvegia (bandiera) | D     | Lars Grorud               |
| 3  | Andorra (bandiera)  | D     | Marc Vales                |
| 4  | Spagna (bandiera)   | D     | Enric Vallés              |
| 5  | Austria (bandiera)  | D     | Martin Kreuzriegler       |
| 6  | Islanda (bandiera)  | C     | Emil Pálsson              |
| 7  | Spagna (bandiera)   | A     | Marcos Celorrio           |
| 8  | Brasile (bandiera)  | C     | Zé Eduardo                |
| 9  | Norvegia (bandiera) | A     | Sivert Gussiås            |
| 10 | Spagna (bandiera)   | A     | Rufo                      |
| 11 | Norvegia (bandiera) | A     | Kristoffer Normann Hansen |
| 12 | Norvegia (bandiera) | D     | Mats Haakenstad           |
| 13 | Norvegia (bandiera) | D     | Lars Markmanrud           |
| 14 | Norvegia (bandiera) | C     | Stefan Mladenović         |
| 15 | Norvegia (bandiera) | C     | Erik Næsbak Brenden       |
| 16 | Norvegia (bandiera) | C     | Sander Mørk               |
| 17 | Norvegia (bandiera) | D     | Sander Moen Foss          |

| N. |                       | Ruolo | Calciatore               |
| -- | --------------------- | ----- | ------------------------ |
| 18 | Svezia (bandiera)     | C     | William Kurtović         |
| 19 | Norvegia (bandiera)   | D     | Brice Wembangomo         |
| 20 | Norvegia (bandiera)   | A     | George Gibson            |
| 21 | Svezia (bandiera)     | D     | Anton Kralj              |
| 22 | Costa Rica (bandiera) | C     | Deyver Vega              |
| 22 | Norvegia (bandiera)   | D     | Herman Nilsen            |
| 23 | Islanda (bandiera)    | D     | Viðar Ari Jónsson        |
| 24 | Norvegia (bandiera)   | C     | Harmeet Singh            |
| 24 | Norvegia (bandiera)   | C     | Martin Andersen          |
| 25 | Norvegia (bandiera)   | C     | Henrik Falchener         |
| 29 | Norvegia (bandiera)   | D     | Jørgen Fjeldskår         |
| 31 | Norvegia (bandiera)   | C     | Peder Meen Johansen      |
| 54 | Norvegia (bandiera)   | P     | Andreas Albertsen        |
| 56 | Norvegia (bandiera)   | D     | Vetle Egeli              |
| 71 | Norvegia (bandiera)   | A     | Danilo dos Santos Jonker |
| 99 | Norvegia (bandiera)   | P     | Jesper Granlund          |

## Calciomercato

### Sessione invernale(dal 09/01 al 01/04)
| Arrivi | Arrivi                    | Arrivi          | Arrivi     |
| R.     | Nome                      | da              | Modalità   |
| ------ | ------------------------- | --------------- | ---------- |
| C      | Erik Næsbak Brenden       |                 | svincolato |
| C      | Zé Eduardo                |                 | svincolato |
| A      | Sivert Gussiås            | Molde           | definitivo |
| A      | Kristoffer Normann Hansen | Ullensaker/Kisa | definitivo |

| Partenze | Partenze       | Partenze | Partenze   |
| R.       | Nome           | a        | Modalità   |
| -------- | -------------- | -------- | ---------- |
| P        | Walter Viitala | SJK      | definitivo |
| C        | Erik Mjelde    |          | ritiro     |
| C        | Mohamed Ofkir  |          | svincolato |
| C        | Håvard Storbæk |          | svincolato |
| C        | Tito           |          | ritiro     |
| A        | Ole Breistøl   |          | svincolato |
| A        | Jakob Dunsby   |          | svincolato |
| A        | Pontus Engblom |          | svincolato |

### Sessione estiva(dal 10/06 al 30/06)
| Arrivi | Arrivi              | Arrivi | Arrivi     |
| R.     | Nome                | da     | Modalità   |
| ------ | ------------------- | ------ | ---------- |
| D      | Martin Kreuzriegler |        | svincolato |
| A      | Marcos Celorrio     |        | svincolato |

| Partenze | Partenze         | Partenze   | Partenze   |
| R.       | Nome             | a          | Modalità   |
| -------- | ---------------- | ---------- | ---------- |
| D        | Marius Høibråten | Bodø/Glimt | definitivo |

### Tra la sessione estiva e la sessione autunnale
| Arrivi | Arrivi | Arrivi | Arrivi   |
| R.     | Nome   | da     | Modalità |
| ------ | ------ | ------ | -------- |

| Partenze | Partenze        | Partenze    | Partenze |
| R.       | Nome            | a           | Modalità |
| -------- | --------------- | ----------- | -------- |
| D        | Herman Nilsen   | Kongsvinger | prestito |
| C        | Martin Andersen | Fram Larvik | prestito |

### Sessione autunnale(dall'08/09 al 05/10)
| Arrivi | Arrivi          | Arrivi | Arrivi     |
| R.     | Nome            | da     | Modalità   |
| ------ | --------------- | ------ | ---------- |
| D      | Mats Haakenstad |        | svincolato |
| C      | Harmeet Singh   |        | svincolato |
| C      | Deyver Vega     |        | svincolato |

| Partenze | Partenze | Partenze | Partenze |
| R.       | Nome     | a        | Modalità |
| -------- | -------- | -------- | -------- |

## Risultati

### Eliteserien

#### Girone di andata
| Arbitro: | Hansen Grøtta |

|                   |           |                                   |
| Børven 90’ (rig.) | Marcatori | 83’ (aut.) Nordkvelle 90’ Gussiås |

| Arbitro: | Aslam |

|                     |           |                          |
| Grorud 24’ Rufo 55’ | Marcatori | 14’ Bringaker 45’ Daland |

| Arbitro: | Skjerven (Kaupanger) |

|                               |           |  |
| Hanche-Olsen 30’ Vetlesen 82’ | Marcatori |  |

| Arbitro: | Hagen (Grue) |

|  |           |           |
|  | Marcatori | 14’ Velde |

| Arbitro: | Saggi (Drammen) |

|                         |           |  |
| Løkberg 56’ Berisha 60’ | Marcatori |  |

| Arbitro: | Steen (Bergen) |

|  |           |                                              |
|  | Marcatori | 15’ Coulibaly 29’ Strand Larsen 80’ Soltvedt |

| Arbitro: | Saggi (Drammen) |

|                           |           |                     |
| Taylor 7’ Koomson 9’, 12’ | Marcatori | 23’ (rig.) Celorrio |

| Arbitro: | Amland (Bergen) |

|               |           |  |
| Moen Foss 38’ | Marcatori |  |

| Arbitro: | Hansen (Feda) |

|                       |           |          |
| Zachariassen 15’, 73’ | Marcatori | 80’ Rufo |

| Arbitro: | Hobber Nilsen (Oslo) |

|                    |           |  |
| Næsbak Brenden 65’ | Marcatori |  |

| Arbitro: | Moen (Haugesund) |

|                                    |           |            |
| Bye 72’ Skarsem 75’ Pellegrino 83’ | Marcatori | 5’ Gussiås |

| Arbitro: | Aslam |

|                           |           |                 |
| Rufo 18’ Vales 90’ (rig.) | Marcatori | 14’ Brynhildsen |

| Arbitro: | Hagenes (Flaktveit) |

|                                           |           |                                                    |
| Hove 18’ Salvesen 52’ Maigaard 54’ (rig.) | Marcatori | 6’ Rufo 45’, 63’ (rig.) Gussiås 90’ Normann Hansen |

| Arbitro: | Hafsås (Trondheim) |

|             |           |                          |
| Gussiås 49’ | Marcatori | 16’ Boniface 78’ Saltnes |

| Arbitro: | Saggi (Drammen) |

|                |           |             |
| Finne 83’, 89’ | Marcatori | 10’ Gussiås |

#### Girone di ritorno
| Arbitro: | Hansen Grøtta |

|  |           |                            |
|  | Marcatori | 37’ (rig.), 85’ Pellegrino |

| Arbitro: | S. Smehus Kringstad (Oslo) |

|  |           |                         |
|  | Marcatori | 33’ Jónsson 53’ Gussiås |

| Sandefjord 20 settembre 2020, ore 18:00 18ª giornata | Sandefjord    | 0 – 0 referto | Strømsgodset | Release Arena (200 spett.)\| Arbitro: \| Hansen (Feda) \| |
| Arbitro:                                             | Hansen (Feda) |               |              |                                                           |

| Arbitro: | Saggi (Drammen) |

|  |           |          |
|  | Marcatori | 6’ Vales |

| Arbitro: | Hagenes (Flaktveit) |

|                    |           |                |
| Fet 1’ Saltnes 29’ | Marcatori | 39’ Markmanrud |

| Arbitro: | Skjerven (Kaupanger) |

|  |           |                                 |
|  | Marcatori | 20’, 68’ Kjartansson 87’ Dønnum |

| Arbitro: | Hobber Nilsen (Oslo) |

|  |           |           |
|  | Marcatori | 52’ Singh |

| Arbitro: | Aslam |

|                                        |           |                                  |
| Kreuzriegler 18’ Singh 61’ Jónsson 63’ | Marcatori | 60’ Taylor 69’ Strand 90’ Haugen |

| Sandefjord 8 novembre 2020, ore 18:00 24ª giornata | Sandefjord    | 0 – 0 referto | Stabæk | Release Arena (200 spett.)\| Arbitro: \| Hansen Grøtta \| |
| Arbitro:                                           | Hansen Grøtta |               |        |                                                           |

| Arbitro: | Amland (Feda) |

|                               |           |                             |
| Hansen 16’ Koné 33’ Velde 90’ | Marcatori | 21’ Normann Hansen 62’ Rufo |

| Arbitro: | Hansen Grøtta |

|           |           |             |
| Vales 84’ | Marcatori | 55’ Bakenga |

| Arbitro: | Hansen Grøtta |

|  |           |          |
|  | Marcatori | 34’ Vega |

| Arbitro: | Aslam |

|               |           |                  |
| Rufo 25’, 74’ | Marcatori | 76’, 89’ Berisha |

| Sarpsborg 9 dicembre 2020, ore 18:00 29ª giornata | Sarpsborg 08        | 0 – 0 referto | Sandefjord | Sarpsborg Stadion (200 spett.)\| Arbitro: \| Hagenes (Flaktveit) \| |
| Arbitro:                                          | Hagenes (Flaktveit) |               |            |                                                                     |

| Oslo 22 dicembre 2020, ore 18:00 30ª giornata | Sandefjord      | 0 – 0 referto | Rosenborg | Intility Arena (600 spett.)\| Arbitro: \| Saggi (Drammen) \| |
| Arbitro:                                      | Saggi (Drammen) |               |           |                                                              |

## Statistiche

### Statistiche di squadra
| Competizione | Punti | In casa | In casa | In casa | In casa | In casa | In casa | In trasferta | In trasferta | In trasferta | In trasferta | In trasferta | In trasferta | Totale | Totale | Totale | Totale | Totale | Totale | DR  |
| Competizione | Punti | G       | V       | N       | P       | Gf      | Gs      | G            | V            | N            | P            | Gf           | Gs           | G      | V      | N      | P      | Gf     | Gs     | DR  |
| ------------ | ----- | ------- | ------- | ------- | ------- | ------- | ------- | ------------ | ------------ | ------------ | ------------ | ------------ | ------------ | ------ | ------ | ------ | ------ | ------ | ------ | --- |
| Eliteserien  | 35    | 15      | 3       | 7       | 5       | 13      | 20      | 15           | 6            | 1            | 8            | 18           | 23           | 30     | 9      | 8      | 13     | 31     | 43     | -12 |
| Totale       | -     | 15      | 3       | 7       | 5       | 13      | 20      | 15           | 6            | 1            | 8            | 18           | 23           | 30     | 9      | 8      | 13     | 31     | 43     | -12 |

### Andamento in campionato
| Giornata  | 1 | 2 | 3 | 4  | 5  | 6  | 7  | 8  | 9  | 10 | 11 | 12 | 13 | 14 | 15 | 16 | 17 | 18 | 19 | 20 | 21 | 22 | 23 | 24 | 25 | 26 | 27 | 28 | 29 | 30 |
| --------- | - | - | - | -- | -- | -- | -- | -- | -- | -- | -- | -- | -- | -- | -- | -- | -- | -- | -- | -- | -- | -- | -- | -- | -- | -- | -- | -- | -- | -- |
| Luogo     | T | C | T | C  | T  | C  | T  | C  | T  | C  | T  | C  | T  | C  | T  | C  | T  | C  | T  | T  | C  | T  | C  | C  | T  | C  | T  | C  | T  | C  |
| Risultato | V | N | P | P  | P  | P  | P  | V  | P  | V  | P  | V  | V  | P  | P  | P  | V  | N  | V  | P  | P  | V  | N  | N  | P  | N  | V  | N  | N  | N  |
| Posizione | 3 | 5 | 8 | 11 | 13 | 13 | 14 | 13 | 14 | 13 | 13 | 12 | 10 | 11 | 13 | 13 | 13 | 13 | 11 | 12 | 13 | 11 | 11 | 11 | 12 | 12 | 10 | 10 | 10 | 11 |

Fonte:  Eliteserien 2020, su altomfotball.no, Altomfotball.
Legenda:

Luogo: C = Casa; T = Trasferta. Risultato: V = Vittoria; N = Pareggio; P = Sconfitta.

### Statistiche dei giocatori
| Giocatore            | Eliteserien | Eliteserien | Eliteserien | Eliteserien | Coppa nazionale | Coppa nazionale | Coppa nazionale | Coppa nazionale | Coppe europee | Coppe europee | Coppe europee | Coppe europee | Altre coppe | Altre coppe | Altre coppe | Altre coppe | Totale   | Totale | Totale      | Totale     |
| Giocatore            | Presenze    | Reti        | Ammonizioni | Espulsioni  | Presenze        | Reti            | Ammonizioni     | Espulsioni      | Presenze      | Reti          | Ammonizioni   | Espulsioni    | Presenze    | Reti        | Ammonizioni | Espulsioni  | Presenze | Reti   | Ammonizioni | Espulsioni |
| -------------------- | ----------- | ----------- | ----------- | ----------- | --------------- | --------------- | --------------- | --------------- | ------------- | ------------- | ------------- | ------------- | ----------- | ----------- | ----------- | ----------- | -------- | ------ | ----------- | ---------- |
| A. Albertsen         | 0           | 0           | 0           | 0           |                 |                 |                 |                 |               |               |               |               |             |             |             |             | 0        | 0      | 0           | 0          |
| M. Andersen          | 0           | 0           | 0           | 0           |                 |                 |                 |                 |               |               |               |               |             |             |             |             | 0        | 0      | 0           | 0          |
| M. Celorrio          | 13          | 1           | 1           | 0           |                 |                 |                 |                 |               |               |               |               |             |             |             |             | 13       | 1      | 1           | 0          |
| D. dos Santos Jonker | 0           | 0           | 0           | 0           |                 |                 |                 |                 |               |               |               |               |             |             |             |             | 0        | 0      | 0           | 0          |
| V. Egeli             | 0           | 0           | 0           | 0           |                 |                 |                 |                 |               |               |               |               |             |             |             |             | 0        | 0      | 0           | 0          |
| H. Falchener         | 1           | 0           | 0           | 0           |                 |                 |                 |                 |               |               |               |               |             |             |             |             | 1        | 0      | 0           | 0          |
| J. Fjeldskår         | 0           | 0           | 0           | 0           |                 |                 |                 |                 |               |               |               |               |             |             |             |             | 0        | 0      | 0           | 0          |
| G. Gibson            | 16          | 0           | 1           | 0           |                 |                 |                 |                 |               |               |               |               |             |             |             |             | 16       | 0      | 1           | 0          |
| J. Granlund          | 0           | 0           | 0           | 0           |                 |                 |                 |                 |               |               |               |               |             |             |             |             | 0        | 0      | 0           | 0          |
| L. Grorud            | 22          | 1           | 5           | 0           |                 |                 |                 |                 |               |               |               |               |             |             |             |             | 22       | 1      | 5           | 0          |
| S. Gussiås           | 30          | 7           | 2           | 0           |                 |                 |                 |                 |               |               |               |               |             |             |             |             | 30       | 7      | 2           | 0          |
| M. Haakenstad        | 9           | 0           | 2           | 0           |                 |                 |                 |                 |               |               |               |               |             |             |             |             | 9        | 0      | 2           | 0          |
| V. Jónsson           | 27          | 2           | 5           | 0           |                 |                 |                 |                 |               |               |               |               |             |             |             |             | 27       | 2      | 5           | 0          |
| A. Kralj             | 22          | 0           | 2           | 0           |                 |                 |                 |                 |               |               |               |               |             |             |             |             | 22       | 0      | 2           | 0          |
| M. Kreuzriegler      | 24          | 1           | 2           | 1           |                 |                 |                 |                 |               |               |               |               |             |             |             |             | 24       | 1      | 2           | 1          |
| W. Kurtović          | 19          | 0           | 3           | 0           |                 |                 |                 |                 |               |               |               |               |             |             |             |             | 19       | 0      | 3           | 0          |
| L. Markmanrud        | 22          | 1           | 2           | 0           |                 |                 |                 |                 |               |               |               |               |             |             |             |             | 22       | 1      | 2           | 0          |
| P. Meen Johansen     | 6           | 0           | 1           | 0           |                 |                 |                 |                 |               |               |               |               |             |             |             |             | 6        | 0      | 1           | 0          |
| S. Mladenović        | 2           | 0           | 0           | 0           |                 |                 |                 |                 |               |               |               |               |             |             |             |             | 2        | 0      | 0           | 0          |
| S. Moen Foss         | 20          | 1           | 1           | 0           |                 |                 |                 |                 |               |               |               |               |             |             |             |             | 20       | 1      | 1           | 0          |
| S. Mørk              | 12          | 0           | 3           | 0           |                 |                 |                 |                 |               |               |               |               |             |             |             |             | 12       | 0      | 3           | 0          |
| E. Næsbak Brenden    | 25          | 1           | 4           | 0           |                 |                 |                 |                 |               |               |               |               |             |             |             |             | 25       | 1      | 4           | 0          |
| H. Nilsen            | 0           | 0           | 0           | 0           |                 |                 |                 |                 |               |               |               |               |             |             |             |             | 0        | 0      | 0           | 0          |
| K. Normann Hansen    | 25          | 2           | 3           | 0           |                 |                 |                 |                 |               |               |               |               |             |             |             |             | 25       | 2      | 3           | 0          |
| E. Pálsson           | 24          | 0           | 6           | 1           |                 |                 |                 |                 |               |               |               |               |             |             |             |             | 24       | 0      | 6           | 1          |
| Rufo                 | 27          | 7           | 5           | 0           |                 |                 |                 |                 |               |               |               |               |             |             |             |             | 27       | 7      | 5           | 0          |
| H. Singh             | 9           | 2           | 0           | 1           |                 |                 |                 |                 |               |               |               |               |             |             |             |             | 9        | 2      | 0           | 1          |
| J. Storevik          | 30          | -43         | 0           | 0           |                 |                 |                 |                 |               |               |               |               |             |             |             |             | 30       | -43    | 0           | 0          |
| M. Vales             | 24          | 3           | 5           | 0           |                 |                 |                 |                 |               |               |               |               |             |             |             |             | 24       | 3      | 5           | 0          |
| E. Vallés            | 14          | 0           | 3           | 0           |                 |                 |                 |                 |               |               |               |               |             |             |             |             | 14       | 0      | 3           | 0          |
| D. Vega              | 14          | 1           | 3           | 0           |                 |                 |                 |                 |               |               |               |               |             |             |             |             | 14       | 1      | 3           | 0          |
| B. Wembangomo        | 18          | 0           | 2           | 0           |                 |                 |                 |                 |               |               |               |               |             |             |             |             | 18       | 0      | 2           | 0          |
| Zé Eduardo           | 4           | 0           | 0           | 0           |                 |                 |                 |                 |               |               |               |               |             |             |             |             | 4        | 0      | 0           | 0          |